# وضوح نوری
وضوح نوری (به انگلیسی: Optical resolution) یا تفکیک‌پذیری نوری توانایی یک سامانه تصویربرداری را برای تفکیک جزئیات در شیئی که در حال تصویربرداری است، توصیف می‌کند. یک سامانه تصویربرداری ممکن است اجزای متعددی داشته باشد، از جمله یک یا چند عدسی، و/یا اجزای ضبط و نمایشگر. هر یک از اینها (با توجه به طراحی مناسب و هم‌ترازی مناسب) به وضوح نوری سامانه کمک می‌کند. محیطی که اغلب در آن تصویربرداری انجام می‌شود، عامل مهم دیگری است.

## تفکیک‌پذیری جانبی
تفکیک‌پذیری به فاصله بین دو نقطه تابشی قابل‌تشخیص بستگی دارد. بخش‌های زیر برآوردهای نظری تفکیک‌پذیری را توضیح می‌دهند، اما مقادیر واقعی ممکن است متفاوت باشند. نتایج زیر براساس مدل‌های ریاضی دیسک‌های ایری است که سطح کنتراست کافی را فرض می‌کند. در سامانه‌های با کنتراست پایین، تفکیک‌پذیری ممکن است بسیار کمتر از پیش‌بینی‌شده توسط تئوری زیر باشد. سامانه‌های نوری واقعی پیچیده هستند و مشکلات عملی اغلب فاصله بین منابع نقطه ای قابل‌تشخیص را افزایش می‌دهند.
تفکیک‌پذیری یک سامانه بر اساس حداقل فاصله {\displaystyle r} است که در آن نقاط را می‌توان به صورت جداگانه متمایز کرد. چندین استاندارد برای تعیین اینکه آیا می‌توان نقاط را از هم متمایز کرد یا نه از نظر کمی استفاده می‌شود. یکی از روش‌ها مشخص می‌کند که در خط بین مرکز یک نقطه و نقطه بعدی، کنتراست بین شدت بیشینه و کمینه حداقل ۲۶٪ کمتر از بیشینه باشد. این مربوط به همپوشانی یک دیسک ایری در اولین حلقه تیره در دیگری است. این استاندارد برای جداسازی به عنوان معیار ریلی نیز شناخته می‌شود. در نمادها، فاصله به صورت زیر تعریف می‌شود:
{\displaystyle r={\frac {1.22\lambda }{2n\sin {\theta }}}={\frac {0.61\lambda }{\mathrm {NA} }}}
که
- {\displaystyle r} حداقل فاصله بین نقاط تفکیک‌پذیر است، در واحدهای مشابه {\displaystyle \lambda } مشخص شده است
- {\displaystyle \lambda } طول موج نور، طول موج گسیل، در این مورد فلورسانس است،
- {\displaystyle n} شاخص شکست محیط اطراف نقاط تابشی است،
- {\displaystyle \theta } نیم زاویه مداد نوری است که وارد شیئی می‌شود
- {\displaystyle \mathrm {NA} } دیافراگم عددی است

این فرمول برای میکروسکوپ هم‌کانونی مناسب است، اما در میکروسکوپ سنتی نیز استفاده می‌شود. در میکروسکوپ‌های اسکن لیزری هم‌کانونی، پهنا در نصف مقدار بیشینه (FWHM) تابع پخش نقطه اغلب برای جلوگیری از دشواری اندازه‌گیری دیسک ایری استفاده می‌شود. این، همراه با الگوی روشنایی شطرنجی، تفکیک‌پذیری بهتری را به همراه دارد، اما همچنان با فرمول مبتنی‌بر ریلی که در بالا ارائه شد، متناسب است.
{\displaystyle r={\frac {0.4\lambda }{\mathrm {NA} }}}
همچنین در ادبیات میکروسکوپ رایج، فرمولی برای تفکیک‌پذیری است که نگرانی‌های ذکر شده در بالا در مورد کنتراست را به‌طور متفاوتی رفع می‌کند. تفکیک‌پذیری پیش‌بینی‌شده توسط این فرمول متناسب با فرمول مبتنی‌بر رایلی است و حدود ۲۰٪ متفاوت است. برای تخمین تفکیک‌پذیری نظری، ممکن است کافی باشد.
{\displaystyle r={\frac {\lambda }{2n\sin {\theta }}}={\frac {\lambda }{2\mathrm {NA} }}}
هنگامی که از چگالنده (به انگلیسی: condenser) برای روشن کردن نمونه استفاده می‌شود، شکل مدادی نور که از چگالنده، منشأ می‌گیرد نیز باید لحاظ شود.
{\displaystyle r={\frac {1.22\lambda }{\mathrm {NA} _{\text{obj}}+\mathrm {NA} _{\text{cond}}}}}
در یک میکروسکوپ با پیکربندی مناسب،
{\displaystyle \mathrm {NA} _{\text{obj}}+\mathrm {NA} _{\text{cond}}=2\mathrm {NA} _{\text{obj}}} .
تخمین‌های بالا از تفکیک‌پذیری ویژهٔ حالتی است که در آن دو نمونه بسیار کوچک یکسان که به‌طور ناهمدوس در همه جهات تابش می‌کنند. اگر منابع در سطوح مختلف شدت تابش می‌کنند، همدوس هستند، بزرگ، یا در الگوهای نایکنواخت تابش می‌کنند، باید ملاحظات دیگری در نظر گرفته شود.

## تفکیک‌پذیری لنز
توانایی لنز برای جداسازی جزئیات معمولاً با کیفیت لنز تعیین می‌شود، اما در نهایت توسط پراش محدود می‌شود. نوری که از یک منبع نقطه‌ای در جسم می‌آید از طریق دریچه لنز پراکنده می‌شود، به‌طوری که یک الگوی پراش را در تصویر تشکیل می‌دهد که دارای یک نقطه مرکزی و حلقه‌های روشن اطراف است که با تهی‌های تیره از هم جدا شده‌اند. این الگو به عنوان یک الگوی ایری و حلقه روشن مرکزی به عنوان یک دیسک ایری شناخته می‌شود. شعاع زاویه ای دیسک ایری (اندازه‌گیری شده از مرکز تا اولین تهی) به صورت زیر بدست می‌آید:
{\displaystyle \theta =1.22{\frac {\lambda }{D}}}
که
- θ تفکیک‌پذیری زاویه‌ای برحسب رادیان است،
- λ طول‌موج نور برحسب متر است،
- و D قطر دریچه لنز برحسب متر است.

## تفکیک‌پذیری حسگر (فضایی)
برخی از حسگرهای نوری برای تشخیص تفاوت‌های فضایی در انرژی الکترومغناطیسی طراحی شده‌اند. اینها شامل فیلم عکاسی، افزاره‌های حالت جامد (آشکارسازهای سی‌سی‌دی، سیماس، و آشکارسازهای فروسرخ مانند PtSi و InSb)، آشکارسازهای لامپی (لامپ‌های ویدیکن، پلامبیکن، و فتوفُزون‌گر مورد استفاده در افزاره‌های دید در شب)، آشکارسازهای اسکن‌سازی (عمدتا برای IR استفاده می‌شود) آشکارسازهای تَف‌الکتریک و آشکارسازهای ریزتَف‌سنج. توانایی چنین آشکارساز برای تفکیک این تفاوت‌ها بیشتر به اندازه عناصر آشکارساز بستگی دارد.

## وضوح حسگر (زمانی)
یک سامانه تصویربرداری که با سرعت ۲۴ فریم در ثانیه اجرا می‌شود، اساساً یک سامانه نمونه برداری گسسته است که از یک منطقه دوبُعدی نمونه‌برداری می‌کند. همان محدودیت‌هایی که نایکوئیست شرح داده است در مورد این سامانه مانند هر سامانه نمونه‌برداری سیگنال اعمال می‌شود.

## تأثیر پهنای‌باند آنالوگ بر تفکیک‌پذیری
تفکیک‌پذیری فضایی سامانه‌های دیجیتال (مثلا HDTV و VGA) مستقل از پهنای‌باند آنالوگ ثابت می‌شوند، زیرا هر پیکسل دیجیتالی می‌شود، منتقل می‌شود و به عنوان یک مقدار گسسته ذخیره می‌شود. دوربین‌های دیجیتال، ضبط‌کننده‌ها و نمایشگرها باید طوری انتخاب شوند که تفکیک‌پذیری از دوربینی به نمایشگر دیگر یکسان باشد. با این حال، در سامانه‌های آنالوگ، تفکیک‌پذیری دوربین، ضبط‌کننده، کابل‌کشی، تقویت‌کننده‌ها، فرستنده‌ها، گیرنده‌ها و نمایشگر ممکن است همگی مستقل باشند و تفکیک‌پذیری کلی سامانه براساس پهنای‌باند اجزا با کمترین عملکرد کنترل می‌شود.
در سامانه‌های آنالوگ، هر خط افقی به عنوان یک سیگنال آنالوگ با فرکانس بالا منتقل می‌شود؛ بنابراین هر عنصر تصویر (پیکسل) به یک مقدار الکتریکی آنالوگ (ولتاژ) تبدیل می‌شود و بنابراین تغییرات در مقادیر بین پیکسل‌ها به تغییر ولتاژ تبدیل می‌شود. استانداردهای انتقال مستلزم این است که نمونه‌برداری در زمان ثابتی انجام شود (که در زیر توضیح داده شده است)، بنابراین تعداد پیکسل‌های بیشتر در هر خط نیاز به تغییرات ولتاژ بیشتر در واحد زمان، یعنی فرکانس بالاتر می‌شود. از آنجایی که این سیگنال‌ها معمولاً توسط کابل‌ها، تقویت‌کننده‌ها، ضبط‌کننده‌ها، فرستنده‌ها و گیرنده‌ها محدودباند می‌شوند، محدودیت‌باند در سیگنال آنالوگ به عنوان یک فیلتر پایین‌گذر مؤثر در وضوح فضایی عمل می‌کند. تفاوت در وضوح بین VHS (240 خط قابل‌تشخیص در هر خط اسکن)، بتاماکس (۲۸۰ خط)، و فرمت جدیدتر ئی‌دی بتا (۵۰۰ خط) در درجه اول با تفاوت در پهنای‌باند ضبط توضیح داده می‌شود.
در استاندارد انتقال ان‌تی‌اس‌سی، هر میدان کار دوربین شامل ۲۶۲٫۵ خط است و در هر ثانیه ۵۹٫۹۴ میدان ارسال می‌شود؛ بنابراین هر خط باید ۶۳ میکروثانیه طول بکشد که ۱۰٫۷ آن برای تنظیم‌مجدد به خط بعدی است؛ بنابراین، نرخ بازیابی ۱۵٫۷۳۴ کیلوهرتز است برای اینکه تصویر تقریباً دارای وضوح افقی و عمودی یکسان باشد (به ضریب کِل مراجعه کنید)، باید بتواند ۲۲۸ چرخه را در هر خط نمایش دهد که به پهنای‌باند ۴٫۲۸ مگاهرتز نیاز دارد. اگر عرض خط (حسگر) مشخص باشد، ممکن است مستقیماً به چرخه در میلی‌متر، واحد تفکیک‌پذیری فضایی، تبدیل شود.

## وضوح چشمی
چشم انسان یک ویژگی محدود کننده بسیاری از سامانه‌ها است، زمانی که هدف سامانه ارائه داده‌ها به انسان برای پردازش است.
به عنوان مثال، در یک عملکرد امنیتی یا کنترل ترافیک هوایی، نمایشگر و ایستگاه کاری باید به گونه‌ای ساخته شوند که انسان‌های معمولی بتوانند مشکلات را تشخیص داده و اقدامات اصلاحی را هدایت کنند. نمونه‌های دیگر زمانی است که یک انسان از چشم برای انجام یک کار مهم مانند پرواز (خلبانی با مرجع بینایی)، رانندگی وسیله نقلیه و غیره استفاده می‌کند.

## تفکیک‌پذیری اتمسفری
سامانه‌هایی که ازمیان مسیرهای طولانی جوی نگاه می‌کنند ممکن است توسط آشفتگی محدود شوند. یک معیار کلیدی برای کیفیت آشفتگی اتمسفر، قطر دید است که به عنوان قطر دید فرید نیز شناخته می‌شود. مسیری که از نظر زمانی همدوس است به عنوان یک پَهنه همسان‌صفحه‌ای (به انگلیسی: isoplanatic) شناخته می‌شود.
دریچه‌های بزرگ ممکن است از میانگینی دریچه رنج ببرند، نتیجه ادغام چندین مسیر در یک تصویر.
آشفتگی با طول‌موج تقریباً ۶/۵ توان مقیاس می‌شود؛ بنابراین، دیدن در طول‌موج‌های فروسرخ بهتر از طول‌موج‌های مرئی است.
سامانه‌ای که فقط با کیفیت نوری محدود می‌شود، گفته می‌شود که دارای پراش محدود است. با این حال، از آنجایی که آشفتگی اتمسفری معمولاً عامل محدودکننده سامانه‌های مرئی است که ازمیان مسیرهای طولانی اتمسفری نگاه می‌کنند، اکثر سامانه‌ها دارای آشفتگی محدود هستند. اصلاحات را می‌توان با استفاده از اپتیک تطبیقی یا فنون‌های پس‌پردازش انجام داد.
{\displaystyle \operatorname {MTF} _{s}(\nu )=e^{-3.44\cdot (\lambda f\nu /r_{0})^{5/3}\cdot [1-b\cdot (\lambda f\nu /D)^{1/3}]}}
که
- {\displaystyle \nu } فرکانس فضایی است
- {\displaystyle \lambda } طول‌موج است
- f فاصله کانونی است
- D قطر دریچه است
- b یک ثابت است (۱ برای انتشار میدان‌دور)
- و {\displaystyle r_{0}} قطر دید فرید است

## اندازه‌گیری وضوح نوری
انواع سامانه‌های اندازه‌گیری در دسترس هستند و استفاده ممکن است به سامانه درحال آزمایش بستگی داشته باشد.
نمودارهای آزمایشی معمول برای تابع انتقال کنتراست (CTF) از الگوهای نواری مکرر تشکیل شده است (به بحث زیر مراجعه کنید). وضوح کرانمندساز با تعیین کوچک‌ترین گروه میله‌ها، هم به صورت عمودی و هم به صورت افقی، اندازه‌گیری می‌شود که تعداد صحیح میله‌ها را می‌توان مشاهده کرد. با محاسبه کنتراست بین نواحی سیاه و سفید در چندین فرکانس مختلف، نقاط CTF را می‌توان با معادله کنتراست تعیین کرد.
{\displaystyle {\text{contrast}}={\frac {C_{\max }-C_{\min }}{C_{\max }+C_{\min }}}}
که
- {\displaystyle C_{\max }} مقدار نرمال‌شده بیشینه است (به عنوان مثال، ولتاژ یا مقدار خاکستری ناحیه سفید)
- {\displaystyle C_{\min }} مقدار نرمال‌شده کمینه است (به عنوان مثال، ولتاژ یا مقدار خاکستری ناحیه سیاه)